# Lo más sublime
Pour plus de détails, voir Fiche technique et Distribution.
Lo más sublime, ou Respetad a los señores maestros (Le plus sublime ou Respect pour les enseignants) est un film muet Catalan inédit produit en 1927 à Barcelone  par Producciones ELA.
Ce drame réalisé par Josep Enric Ponsa, a été joué par des acteurs non professionnels, il est filmé pendant 4 mois, les week-ends, à différents endroits de la Costa Brava,,,principalement dans Blanes.

## Synopsis
À San Cebrian, une ville côtière, Rosa attend, avec sa fille Nuri et son filleul Sardinilla, le retour de son mari pêcheur Juan, qui est trouvé mort après la tempête.
Amis de la famille, Antonio et Rosita décident avec Sardinilla de chercher un trésor avec l'aide d'une carte qu'à gardée Rosita. Ses ennemis, Tomas et Andres essaient de la prendre par  tromperie.
Andres, qui convoite Rosita , la bien-aimée d'Antonio, est victime de la cupidité de Tomás, mais quand il est blessé, Antonio et Sardinilla le ramènent dans le droit chemin.

## Fiche technique
- Titre : Lo más sublime
- Autre titre : Respetad a los señores maestros
- Réalisateur : Josep Enric Ponsà
- Scénario original :
- Producteur : Llorenç Arche, Josep Maria Casals i Tarragó
- Photographie : Antonio Burgos
- Décors : Antonio Burgos
- Montage :Ramón Moore Puigdollers, José Navarro
- Production : Producciones E.L.A.
- Distributeur d'origine :
- Pays d'origine :  Espagne ( Catalogne)
- Format : Noir et blanc - Muet
- Genre : Drame
- Durée : 60 minutes
- Musique rajoutée en :
- Tournage :
- Dates de sortie : 
  -  Espagne : 20 septembre 1927 (Barcelone)

## Distribution
| Personnage                    | Acteur               | Pseudonyme                 |
| ----------------------------- | -------------------- | -------------------------- |
| Antonio                       | Antonio B. De Vila   | Antonio Burgos             |
| Rosa                          | Mercedes Doménech    |                            |
| Ana Maria                     | Rosita Ponsá         |                            |
| Clara                         | Lina Vivarelli       |                            |
| Andrés, el traïdor            | Antonio Granell      |                            |
| Carlos, el Sardinilla         | Valeriano Cortés     |                            |
| Juan                          | Jaime Reixach        | Jaume Ponsá Doménech       |
| Gaspar                        | Julio Paya           |                            |
| Ibo, le capitaine du Goélette | Eduard de C. Tarragó | Josep Maria Casals Tarragó |
| Lucas                         | Enrique Filló        |                            |
| Niña Nuri                     | Nuria Burgos         |                            |

## Autour du film
- Le film a été réalisé par Producciones E.L.A., c'est son premier et seul film[9],[3].
- Le film a été produit dans les années vingt, quand la Costa Brava a commencé à intéresser d'autres cinéastes. À la même époque ont également été produites: Lilian (1921), Entre marinos (1920), El místic (1926), Baixant de la font del gat (1927), etc. [6]
- Les extérieurs ont été tournés à Blanes et sur la côte entre Blanes, Lloret de Mar et Tossa de Mar. Au début du film, on a un aperçu de San Cebrian pris dans la roche Sa Palomera dans Blanes, considéré comme le début de la Costa Brava[10].

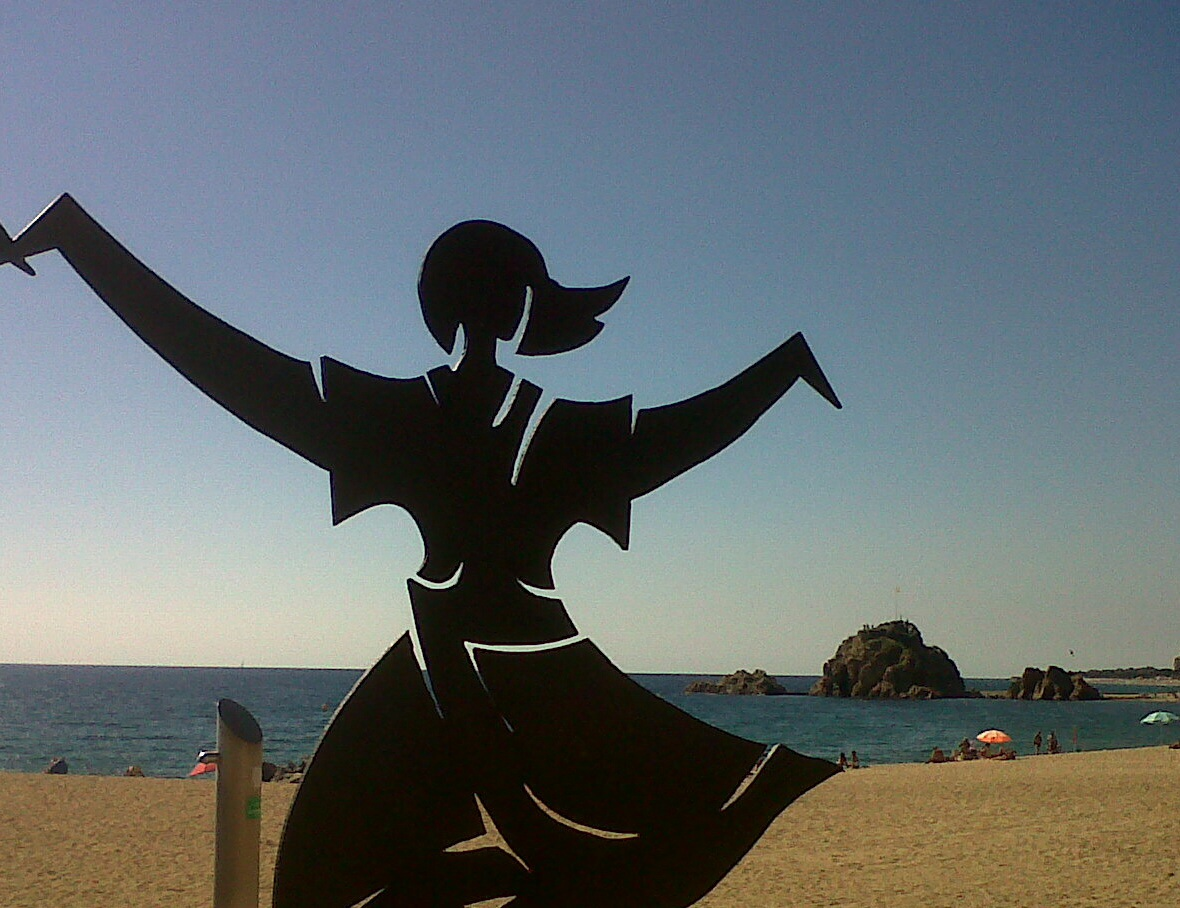
Roche Sa Palomera de fond et au premier plan, femme qui danse dans la sculpture "Al Sardanista"

- Le 20 septembre 1927, une projection test est organisée pour les critiques qui conseille de couper des inter-titres, ainsi que d'éliminer certaines scènes du film[3]. Ces changements permettaient deprévoir un succès en Espagne et des possibilités dans les salles de cinéma étrangers[8].
- En 1992, une copie du film, conservé dans le support de nitrocellulose original pour les enfants du producteur exécutif, Albert et Josep Maria Casals Martorell, a été récupéré par la Cinémathèque de Catalogne (Filmoteca de Catalunya) qui a transférer le film sur un support conçu pour apporter des garanties de sécurité[11].
- 31 janvier 1994 Lo más sublime a été projeté dans le Ciné Alcazar, à Barcelone, accompagné au piano par Joan Pineda i Sirvent, coïncidant avec l'ouverture de l'exposition de matériel publicitaire entre 1925 et 1936 du distributeur de film Mundial Film[12],[13].

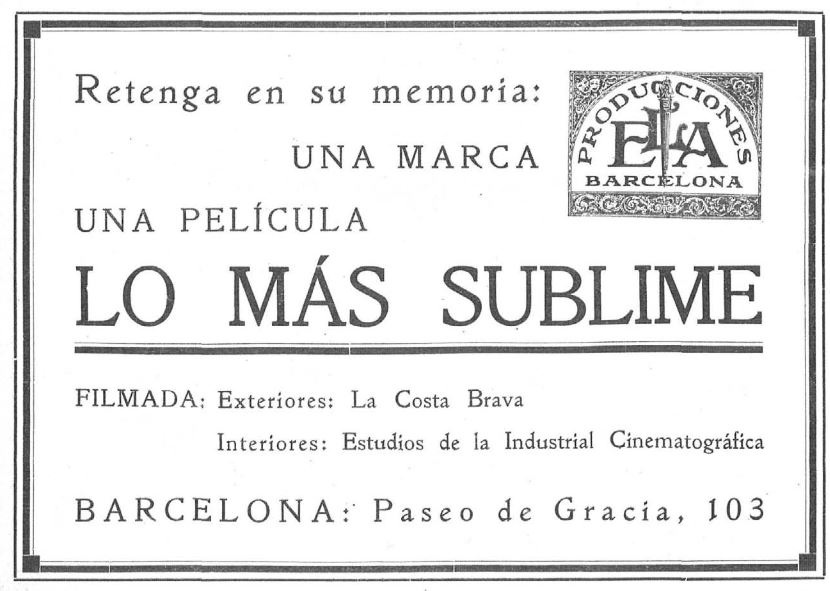
Publicité dans le magazine de cinéma Popular Film 21 juillet 1927